# Corrupião-dominicano
Corrupião-dominicano ou corrupião-haitiano (Icterus dominicensis) é uma espécie de ave da família Icteridae.
Pode ser encontrada nos seguintes países: Bahamas, Cuba, República Dominicana, Haiti, Porto Rico e Ilhas Turcas e Caicos.
Os seus habitats naturais são: florestas subtropicais ou tropicais húmidas de baixa altitude e florestas secundárias altamente degradadas.